# Tatra 163
Tatra 163 Jamal — серія вантажних капотних автомобілів, які виготовляються чеською компанією Tatra з 1999 року. Автомобілі зберегли спадкоємність з попередніми машинами цієї марки: 4-х тактний дизельний двигун повітряного охолодження, жорстка хребтова рама з кронштейнами для кріплення вузлів, агрегатів і кузовів, незалежна підвіска всіх коліс з хитними півосями, привід на всі колеса з можливістю відключення переднього мосту і колісними формулами 4х4 і 6х6.
В сімейство капотних самоскидів Т163 із заднім розвантаженням, входять дев'ять базових моделей повною масою 33-40 тонн з двома розмірами колісної бази (3700 і 4090 мілліметрів), різнимою комплектацією і кузовами вантажопідйомністю 19,2-25,4 тонни.

## Двигуни
Двигуни Tatra T3B-928 (Euro I-II), T3C-928 (Euro III) і T3D-928 (Euro IV-V) були встановлені в Tatra Jamal, найчастіше використовувався двигун T3C-928-81. 
Список всіх двигунів:
- T3B-928-10
- T3B-928-40
- T3B-928-50
- T3C-928-60
- T3C-928-70
- T3C-928-81
- T3C-928-90
- T3D-928-20
- T3D-928-30

## Модифікації
- Jamal T 163-321 RK4: версія пропонувалася як шасі без кузова і призначалася для органів дорожньої адміністрації та муніципалітетів, а також для односторонніх перекидних кузовів. Його загальна допустима вага становила 33 т.
- Jamal T 163-331 RK4: версія пропонувалася як шасі без кузова і призначалася для тристороннього перекидання кузовів. Його загальна допустима вага становила 38 т.
- Jamal T 163-321 SK4: версія пропонувалася як самоскид з одностороннім перекидним жолобом з довгим захисним дахом над кабіною водія. Він був призначений для використання як у складній місцевості, так і на дорозі. Він мав корисне навантаження близько 19 т і повну масу автомобіля 33 т.
- Jamal T 163-33 ESKT: версія пропонувалася як самоскид з відкидним кузовом з одного боку. Кузов, відкритий ззаду, мав підняту передню стінку з довгим захисним дахом. Він був призначений для використання в складній місцевості і не був схвалений для доріг загального користування в ЄС. Він мав корисне навантаження близько 25 т і допустиму загальну вагу 40 т.
- Jamal T 163-33 ESKT/411: версія пропонувалася як самоскид з одностороннім перекидним кузовом і довгим навісом. Він був призначений для використання в складній місцевості. Він мав корисне навантаження 24 т і повну масу автомобіля 40 т. Він схвалений для доріг загального користування без корисного вантажу (порожній).